# Louis Fredericq
 (juillet 2012).
Pour les articles homonymes, voir Fredericq.
Louis Paul Simon Fredericq est un homme politique libéral belge, né le 25 novembre 1892 à Gand en Belgique et mort dans la même ville le 29 novembre 1981. 

## Famille
Paul Fredericq était son oncle. 
Louis Varlez était son beau-père.
Walter Ganshof van der Meersch était le beau-père de son fils Simon.
Son fils Jacques épousa Marie Fredericq-Lilar sœur de l'écrivain Françoise Mallet-Joris et fille du ministre Albert Lilar et de l'écrivain Suzanne Lilar.

## Carrière
Louis Fredericq est recteur de l’université de Gand entre 1936 et 1938. Il est ensuite gouverneur de la province de Flandre-Orientale de 1938 à 1939. Il devient chef de cabinet du roi Léopold III en 1939 et occupe cette fonction pendant les prémices de la Seconde Guerre mondiale, l’occupation allemande de la Belgique, la détention du roi et le début de la question royale ; il quitte ses fonctions en 1945.

## Source
- (nl) Biographie de Louis Fredericq sur le site de l'université de Gand UGentMemeorie : Louis Fredericq (1892-1981)
- « Hommage au Baron Louis Fredericq ». In: Revue internationale de droit comparé. Vol. 18 no 3, juillet-septembre 1966. pp. 724-727.
- Notes sur la famille Varlez-De Ridder par le baron Louis Fredericq 1971.
- Notices d'autorité :   - VIAF
  - ISNI
  - BnF (données)
  - IdRef
  - LCCN
  - GND
  - Belgique
  - Pays-Bas
  - Israël
  - NUKAT
  - WorldCat